# 亞莉山德拉·香度
亞莉山德拉·妮可·香度(英語：Alexandra Nicole Chando，1986年7月28日 ─ )，又通稱是「亞莉山德拉·香度」，為美國的女演員，較知名的作品包括肥皂劇《As the World Turns》 以及 ABC 家庭頻道的影集《謊言遊戲》而聞名。

## 生平
香度出生於美國賓夕法尼亞州伯利恆城市，畢業於Liberty High School高中，她的父親史帝夫自行開設屋頂營建公司，母親蕾貝卡是家庭主婦。香度有兩個哥哥叫克利斯多福以及班哲明。她目前居住在紐約，曾經就讀過曼哈頓學院。

## 外部連結
- 亞莉山德拉·香度在互联网电影资料库（IMDb）上的資料（英文）
- 亞莉山德拉·香度的X（前Twitter）
- 亞莉山德拉·香度的Instagram帳戶